# Motylomania
Motylomania (także Motylina, fr. La Papillonne) – komedia Victoriena Sardou ogłoszona w 1862.

## Treść
Tytuł opisuje postępowanie głównego bohatera, pana Champignaca, który zachowuje się jak motyl, nieustannie zmieniając obiekt swojego pożądania. Pan Champignac wysyła swą żonę Konstancję z Paryża do Melun, aby mieć więcej swobody w zapoznawaniu nowych kobiet. Jedną z nich jest młoda wdowa, do której Champignac się zaleca, nie wiedząc, że jest to krewna jego żony - Kamilla. Kamilla postanawia wykorzystać tę sytuację w dwóch celach: aby doprowadzić do zgody znudzonych sobą małżonków oraz aby wystawić na próbę zazdrość swego absztyfikanta, Riverola.

## Motylomaniaw Polsce
Utwór przetłumaczył na język polski Mieczysław Chrzanowski. Był inscenizowany przez zespół teatru krakowskiego od 1867, a w Warszawie (pod tytułem Motylina) - od 1868.